# Rathaus Hildesheim

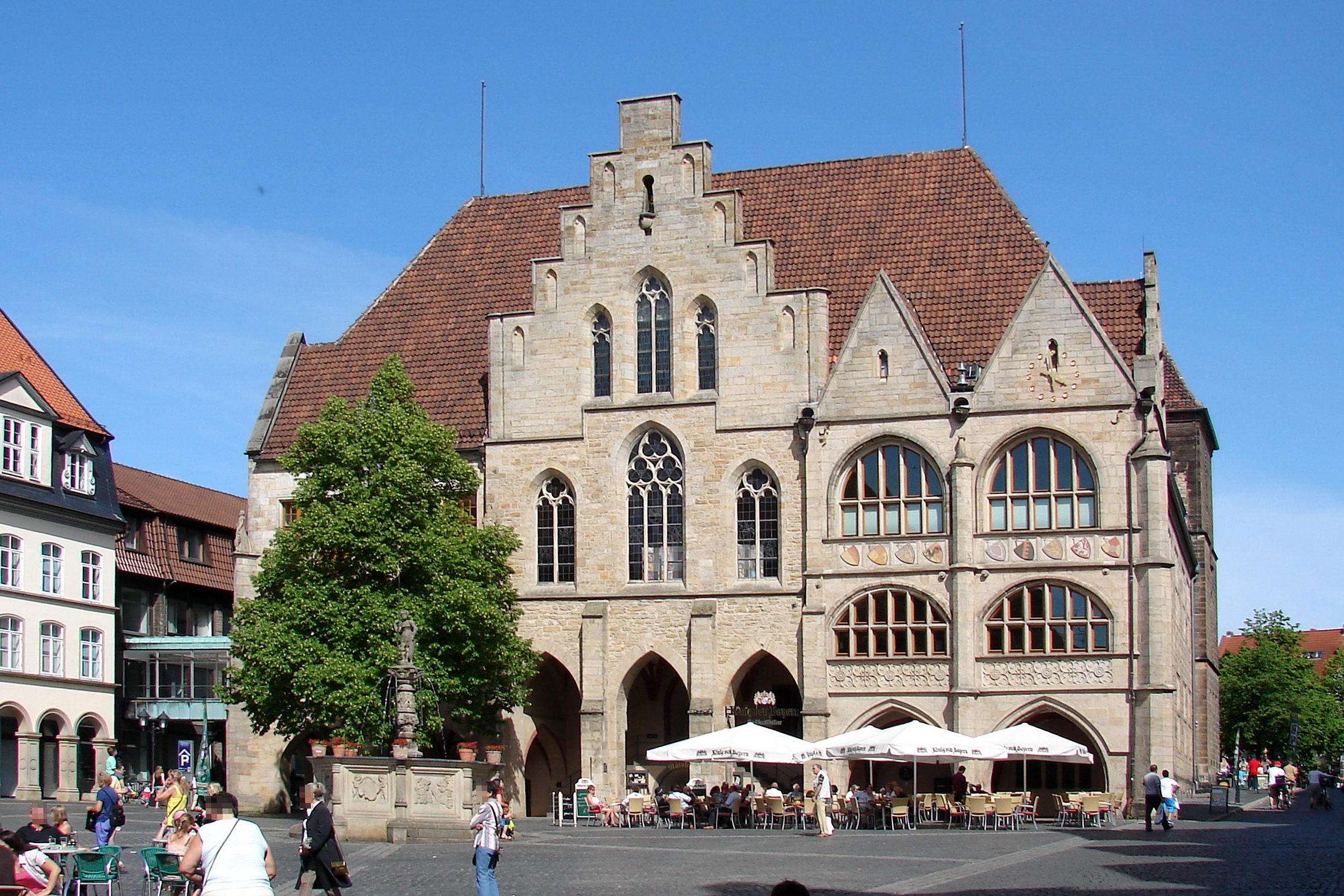
Das Altstädter Rathaus von Westen gesehen

Das Hildesheimer Rathaus auf der Ostseite des historischen Marktplatzes ist Sitz der Hildesheimer Stadtverwaltung. Der denkmalgeschützte, gotische Sandsteinbau mit seinem zentralaufragenden Stufengiebel ist in seinem Kern um das Jahr 1325 entstanden. Das heute vorhandene Gebäude mit der Adresse Markt 1 wurde 1954 wiederaufgebaut, nachdem das Rathaus im Zweiten Weltkrieg weitgehend zerstört wurde.

## Geschichte
An Stelle des heutigen Rathauses befand sich möglicherweise bereits im 13. Jahrhundert ein Vorgängerbau. Das spätere Gebäude wurde in der ersten Hälfte des 14. Jahrhunderts errichtet und in der ersten Hälfte des 15. Jahrhunderts umfassend umgebaut. Auch in den Jahren 1883 bis 1892 fanden Umbauten unter dem Hildesheimer Stadtbaumeister Gustav Schwartz statt.
Während der Luftangriffe auf Hildesheim im Zweiten Weltkrieg wurde das Gebäude ein Opfer der Fliegerbomben der Alliierten.

## Beschreibung
Der Bau aus Quader- und Bruchsteinmauerwerk weist auf der Westseite Maßwerkfenster und durchgehende Arkaden auf.
In der Nachkriegszeit wurde die zum Platz An der Lilie gerichtete Ostseite mit einer Glasfassade geschlossen, die von zwei fast ohne Kriegsschäden erhaltenen Türmen eingerahmt wird.

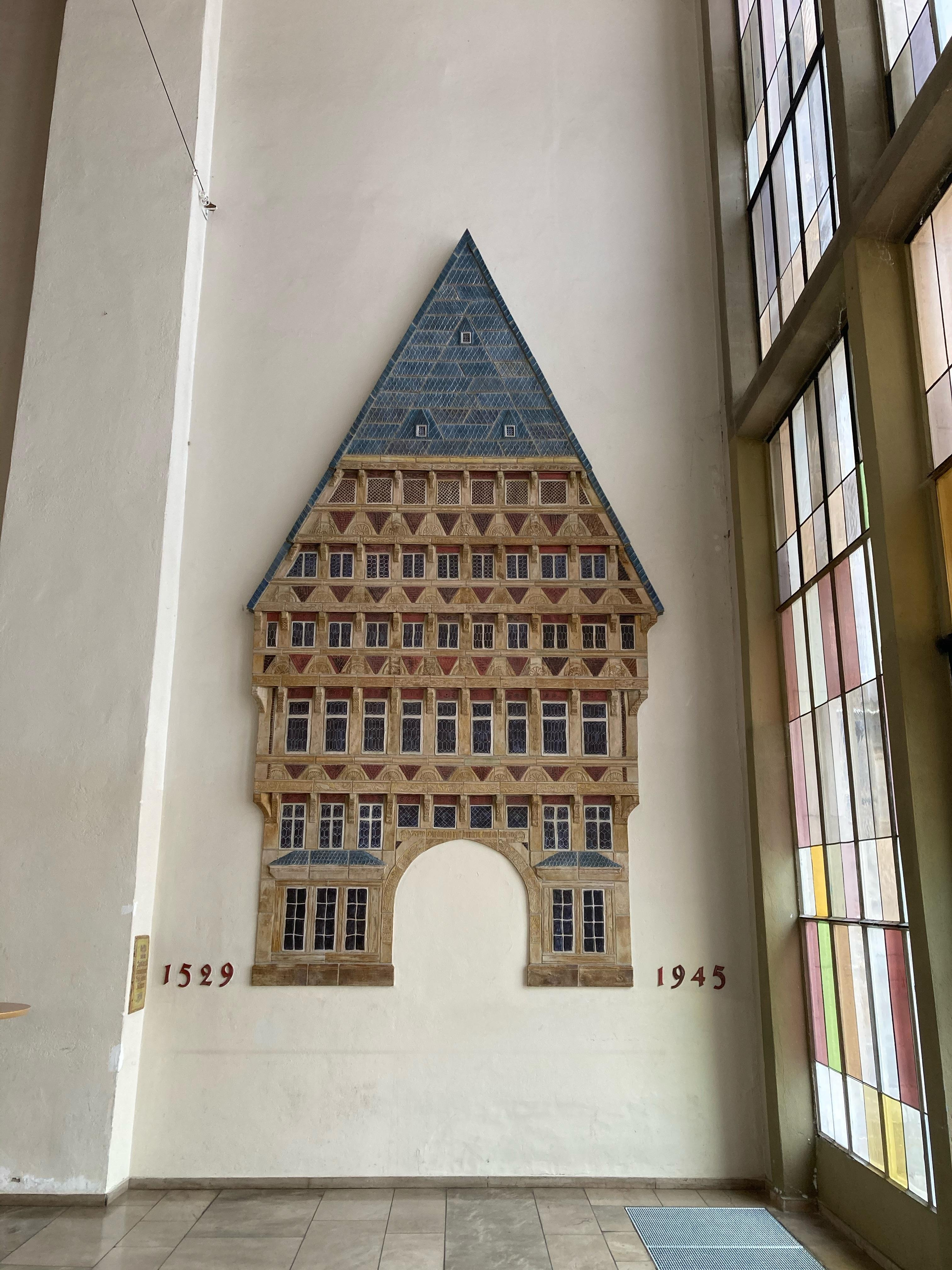
Das 1954 gestiftete Knochenhaueramtshaus als Majolika aus der Werkstatt Hohlt

1954 stiftete die Industrie- und Handelskammer Süd-Hannover Hildesheim für das Rathaus eine Arbeit des Bildhauers und Keramik-Künstlers Otto Hohlt, signiert „Werkstatt Hohlt“, mit einer meterhohen Majolika des Knochenhaueramtshauses.
Nördlich wurde im Jahr 1959 nach Plänen des Architekten Gerhard Graubner ein Erweiterungsbau angegliedert, der bei der Rekonstruktion der historischen Fassaden in den 1980er Jahren umgestaltet wurde.

## Hauptverwaltungsbeamte (Auswahl)
- 1493 – circa 1503: Henning Brandis[6]
- 1518: Henning Brandis[6]
- 1520: Henning Brandis[6]
- 1522: Henning Brandis[6]
- 1576 bis 1587,[7] mehrfach gewählt: Joachim Brandis der Ältere[8]
- 1981 bis 1991: Gerold Klemke
- 1991 bis 2002: Kurt Machens
- 2002 bis 2006: Ulrich Kumme
- 2006 bis 2014: Kurt Machens
- seit 2014: Ingo Meyer[9]

## Wappen

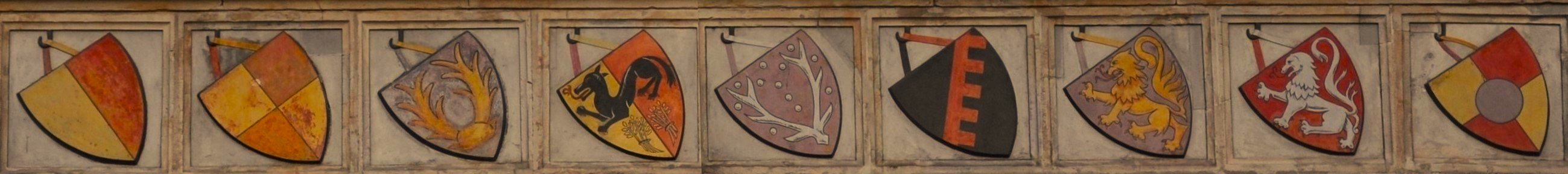
Wappen am Rathaus Hildesheim

Wappen von links: Hochstift Hildesheim; Hildesheim (vor 1528); Amt Winzenburg, Amt Peine; Grafschaft Dassel; Amt Wohldenberg; Amt Poppenburg Grafschaft Amt Schladen; Alfeld.